# Общество щита
Общество щита (яп. 楯の会 Татэ-но кай) — частная военная организация, основанная писателем и общественным деятелем Японии Юкио Мисимой и существовавшая с 1968 года по 1970.

## Замысел и истоки
В декабре 1966 года Юкио Мисима познакомился с молодыми активистами из праворадикального журнала «Спор», и их энергия и преданность делу произвели на него большое впечатление. В апреле — мае 1967 года ему было в экспериментальном порядке разрешено проходить военную подготовку вместе с солдатами Сил самообороны Японии, и тогда у писателя родился замысел создать и возглавить военизированное объединение патриотической молодёжи, построенное на идеологии обожествления императора и безоглядной преданности Родине.
В марте 1968 года при посредничестве студента Университета Васэда и активиста Студенческой лиги Японии Хироси Мотимару из числа его однокашников набраны первые двадцать членов «Общества щита», после чего начинается их экспериментальное участие в усложнённых занятиях по военной подготовке в училище «Фудзи» при гарнизоне Такигахара. Вскоре последовали новые наборы курсантов из числа студентов разных университетов. Старшим по работе со студентами был сам Мотимару. 5 октября 1968 года в доме педагога района Тораномон прошла церемония открытия «Общества щита». 4 ноября Мисима устроил специальную пресс-конференцию, но отклик журналистов оказался крайне скептическим и даже насмешливым.

## Дальнейшие события и конец «Общества щита»
В сентябре 1969 года, разойдясь с Мисимой во мнениях по ряду организационных и личных вопросов, Мотимару покинул «Общество щита» вслед за ветеранами из журнала «Спор». Старшим по работе со студентами стал простодушный, но пламенный патриот Масакацу Морита, очень тесно сблизившийся с Мисимой. 3 ноября был проведён парад на крыше Государственного театра. Вскоре после этого вокруг Мисимы тесно сплотились четверо курсантов: Морита, двое однофамильцев — Масаёси Кога и Хиромасу Кога, а также Масахиро Огава, при участии которых и был спланирован, а 25 ноября 1970 года претворён в жизнь политический инцидент на базе сил самообороны Японии в Итигая, окончившийся смертью Мисимы и Мориты, а также роспуском общества.

## Теракт в здании «Кэйданрэн»
3 марта 1977 года четверо молодых патриотов, в том числе двое бывших членов «Общества щита» Ёсио Ито и Тосикадзу Нисио, ворвались в здание Федерации экономических организаций Японии («Кэйданрэн») и взяли в заложники двенадцать человек. Поскольку среди террористов были поклонники покойного Юкио Мисимы, на место событий была вызвана его вдова Ёко, которая и уговорила нападавших сдаться. Ито и Нисио были приговорены к пяти годам тюремного заключения.

## Структура, название, атрибутика
«Общество щита» делилось на отделения (десятки). Всего, в соответствии с замыслом организатора, в нём состояло до ста человек — именно такова была максимальная численность, которую он мог себе позволить, полностью финансируя её деятельность за собственный счёт (принятие спонсорской помощи исключалось, так как Мисима должен был оставаться вне политики). Подбором рекрутов и организацией экзаменов занимался старший по работе со студентами, а собеседования вёл сам Мисима. Членских взносов не предусматривалось; курсантам предоставлялась зимняя (впоследствии и летняя) форма, фуражки, походная форма и обувь.
Все курсанты в обязательном порядке проходили месячную подготовку вместе с солдатами Сил самообороны, а спустя полгода — ещё один десятидневный экспресс-курс подготовки. В остальное время в доме культуры при военной базе Итигая ежемесячно устраивалось собрание по следующему расписанию: выступление Мисимы, дебаты, простой обед и часовое занятие на крыше дома культуры.

При выборе названия было устроено голосование. Победил вариант, предложенный самим Мисимой и основанный на песне из древнейшей поэтической антологии Японии «Собрание мириад листьев»: 
С сегодняшнего дня,
Назад не оглянувшись,
На службу в стражи отправляюсь я,
Чтоб жалким стать щитом,
Хранящим государя!Имамацурибэ Ёсоу, пер. с яп. А. Глускиной
Особый дизайн форменной одежды для «Общества щита» сделал модельер Цукумо Игараси, а дизайн символики придумал сам Мисима.